# Chapelle des Comtes

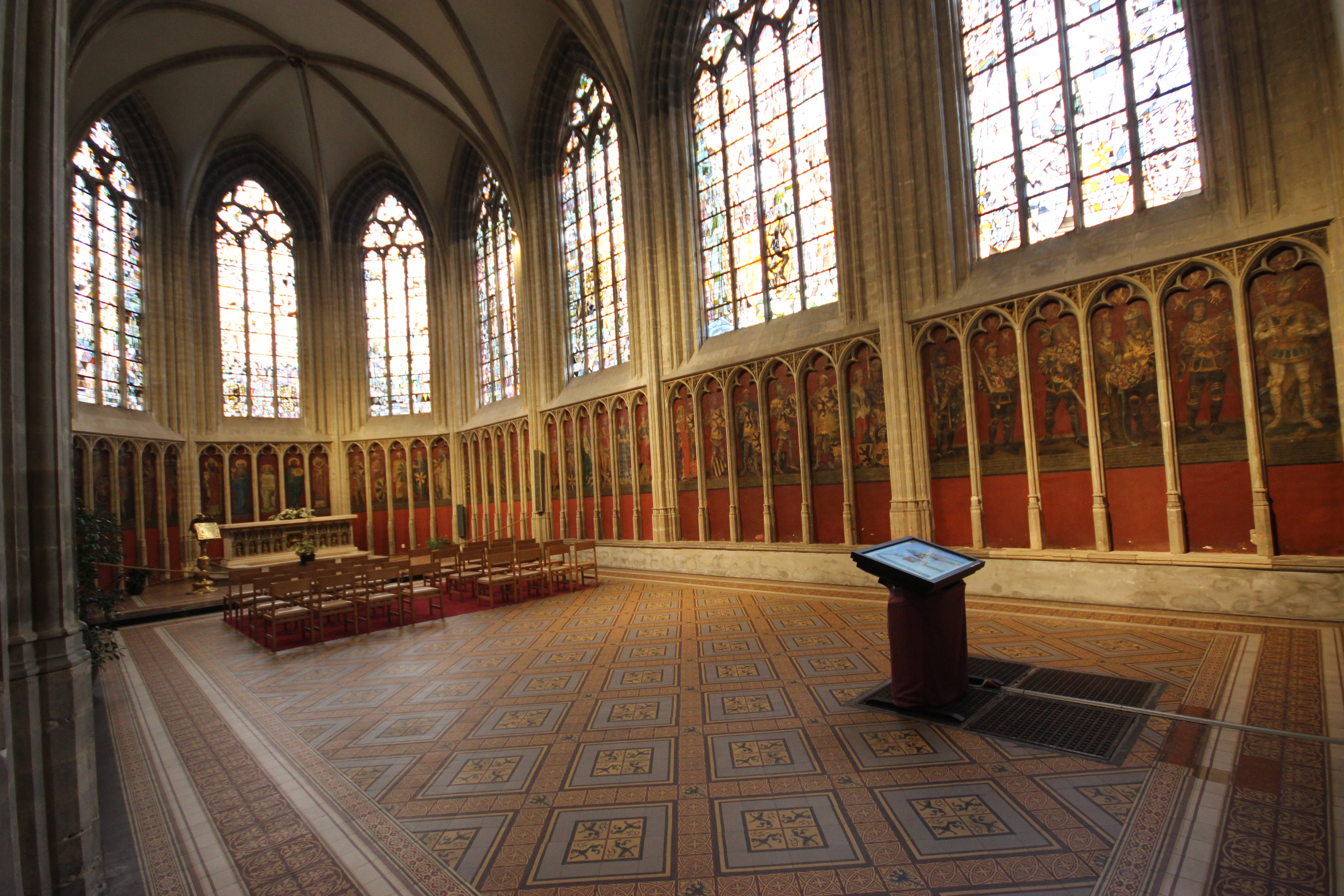
intérieur de la Chapelle des Comtes

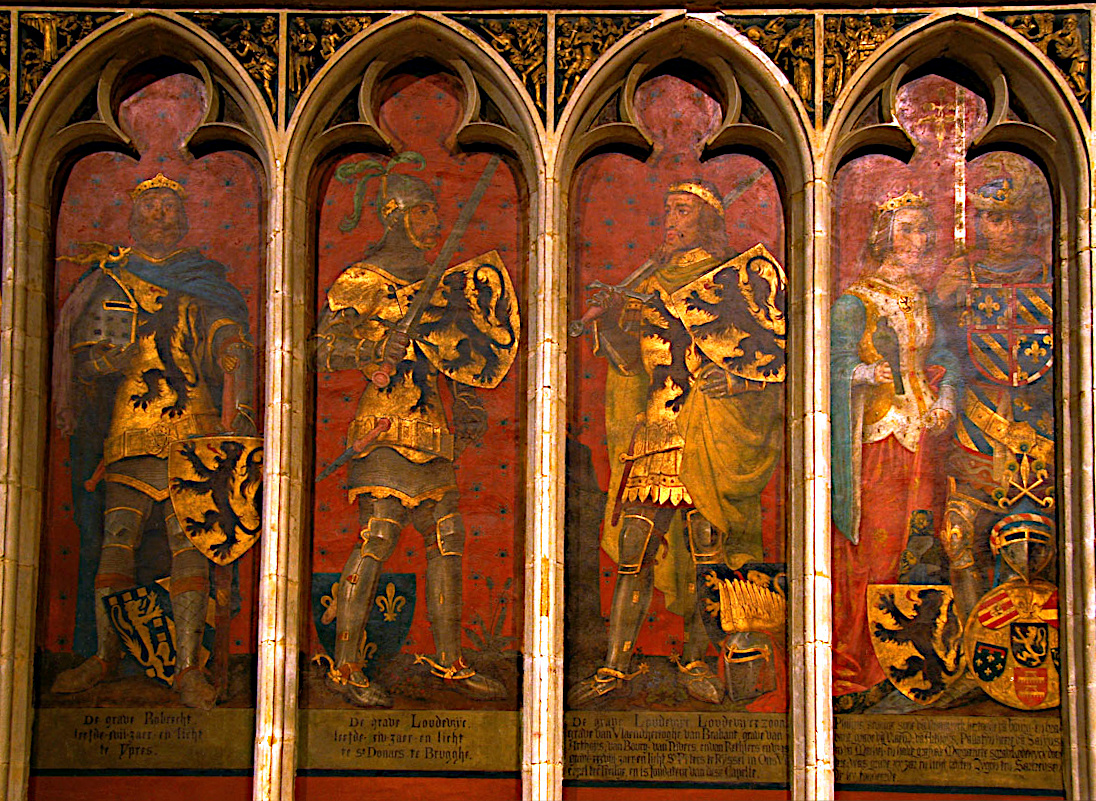
Les portraits des Comtes de Flandre

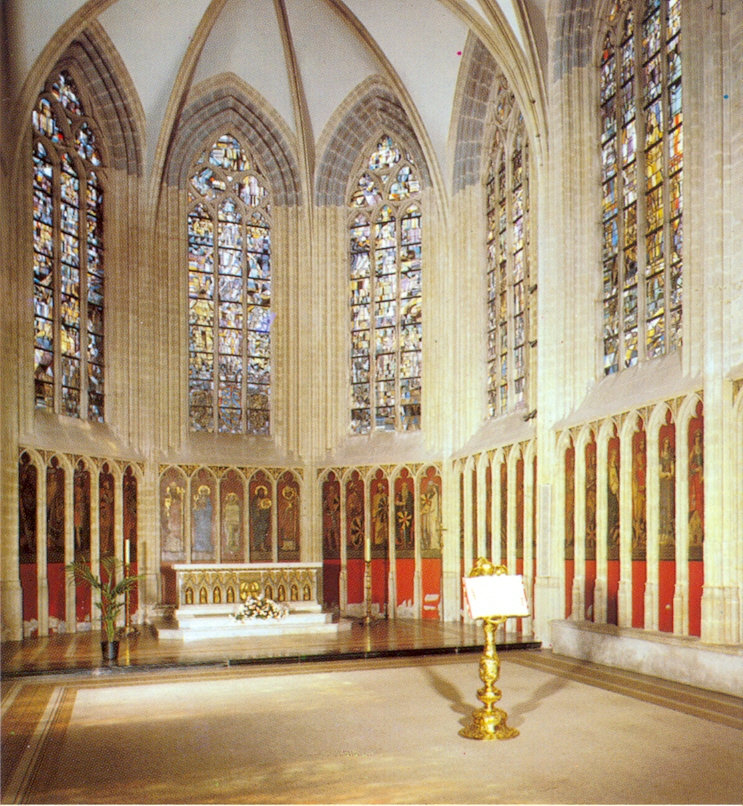
intérieur de la Chapelle des Comtes

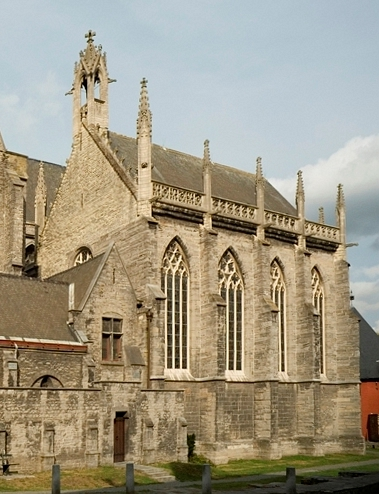
l'extérieur de la Chapelle des Comtes avec les ruines du Château des Comtes

La Chapelle des Comtes (Gravenkapel en néerlandais) est une chapelle médiévale à Courtrai en Belgique. Elle est située à l'extrémité de l'Église Notre-Dame de Courtrai. Le comte Louis II de Flandre fit construire la chapelle des comtes (d'après l'exemple de la Sainte Chapelle de Paris) en tant que mausolée personnel et par dévotion envers Sainte Catherine.

## Histoire
La Chapelle des Comtes fut construite par ordre de Louis de Maele, qui la destina ensuite à lui servir de sépulture. La chapelle fut achevée vers 1374, et dédiée à Sainte Catherine, le comte étant né le 25 novembre, fête de la sainte.
Dans une charte donnée à Gand, le 30 mai 1374, le comte prend des dispositions pourvoyant à la subsistance des chapelains et à l'entretien du culte et du mobilier. Le coût général de l'exonération de cette fondation, s'élevait à la somme de 410 livres parisis plus 2.5 muids de seigle à convertir en pain.
La chapelle est conçue en style ogival flamboyant qui, avec moins de légèreté que l'ogival pur a une ampleur de lignes majestueuses se prolongeant dans l'espace, sans chapiteaux, par des nervures compliquées.
Le plan est un parallélogramme de 23 mètres sur 10, il est terminé à l'est par une abside comprenant trois fenêtres à trois lumières chacune. La face sud est percée de quatre fenêtres à quatre lumières ; l'avant dernière en allant vers l'ouest est plus large. Devant cette fenêtre, au milieu de cette chapelle, devait être élevé le tombeau de Louis II de Flandre. Au côté nord, des demi-fenêtres ogivales formant tympan constituent une espèce de claire-voie au-dessus des travées qui séparent la chapelle du déambulatoire du chœur. Tout autour courent des compartiments formant niches. 
Les bancs en pierre que l'on trouve le long des murs, servaient à placer le personnel de la cour du comte ; aux grandes fêtes, ils étaient garnis de tapisseries et de coussins.
La tribune du Comte et de la Comtesse se trouvait au-dessus de la sacristie attentant au pignon ouest, elle prenait jour dans la chapelle par deux ouvertures à panneaux en forme de portes. À la même hauteur se trouve une fenêtre grillée, c'était la fenêtre du jubé qui se fermait à l'intérieur et empêchait ainsi les chantres de satisfaire leur curiosité. Une partie de l'ancienne voûte existe encore.
Les revêtements extérieurs de la chapelle des comtes sont en pierre de Tournai en grand appareil ; les meneaux, pinacles, gargouilles, galeries en pierre de Baeleghem le plein de la maçonnerie en briques du pays.
Cette chapelle dépasse sous le rapport du style et de l'élégance toutes les constructions similaire de la Flandre. C'est un édifice princier ; on a employé à sa construction les meilleurs maîtres maçons du temps, comme on a choisi pour sa décoration les meilleurs artistes.

## Le tombeau de Louis de Male
Finalement, Louis de Male, qui mourut le 30 janvier 1384, n'y sera pas inhumé. Sa dépouille sera fastueusement mis en terre aux côtés de son épouse, Marguerite de Brabant († 1380), en la Collégiale Saint-Pierre de Lille le 1er mars 1384. Marguerite III de Flandre, fille des défunts, viendra les rejoindre après sa mort survenue le 16 mars 1405 à Arras, tandis que son époux, Philippe le Hardi, sera quant à lui enterré à la Chartreuse de Champol en Bourgogne. Son tombeau, démonté à la Révolution, est désormais visible au Musée des Beaux-Arts de Dijon. 
Le tombeau, avec ses trois gisants, était visible dans la Collégiale Saint-Pierre de Lille jusqu'à la Révolution Française. Celle-ci sera complètement détruite en 1806 mais, par chance, le tombeau échappa aux destructions révolutionnaires et fut transporté dans l'ancien hôtel de ville de Lille. Il disparut néanmoins de la circulation vers 1830. Aubin-Louis Millin décrit tombeau, parmi d'autres, dans le tome V des "Antiquités Nationales", publié en 1799. 

## Trésors
- Les portraits des Comtes

Toutes les niches ornées furent successivement décorées des portraits des comtes de Flandre. On peut supposer que Jan van Hasselt, peintre ordinaire de Louis de Maele et qui décora la nouvelle chapelle, exécuta la première série des portraits, depuis Liederic de Buc, le légendaire forestier, jusqu'au souverain fondateur, son maître. Les effigies des successeurs de Louis de Maele furent exécutées par Melchior Broederlam en 1407. Les portraits suivants jusque Charles Quint sont l'œuvre d'inconnus. Cet ensemble de figures constitue un vrai cours d'histoire.
- La statue de Sainte Catherine

L'admirable statue de Sainte Catherine d'André Beauneveu en marbre blanc mesure 1,6 mètre et se trouve à gauche de l'autel. L'expression de la Sainte est remarquable par son idéalisme accentué, tandis que son port légèrement déhanché est marqué au coin d'un traditionalisme, dont un nouvel écho reparait dans le geste typique de la main droite tenant le glaive.  Elle tient dans la main gauche une roue, instrument de son supplice qui a été détruit par Dieu ; elle foule aux pieds l'image de l'empereur Maximin, personnifiant le sophisme, la corruption et la persécution.
- Décoration des écoinçons des niches

Les écoinçons des cinquante et une ogives formant niches pour les portraits des comtes sont sculptés. Les cent et deux pièces qui les constituent sont d'un fini admirable et d'un grand relief. Dans ceux du pourtour derrière l'autel, sont représentés Dieu le Père, la Vierge, le pélican, des anges-musiciens, des trouvères avec tambourins et cornemuses, le cerf, la licorne, le lion; dix entre eux figurent des scènes diverses d'un tournoi: les chevaliers avec leur coursier, des tribunes avec spectateurs; d'autres rappellent les légendes de la Vierge, de Saint Nicolas de Myre, de Saint Blaise, le saint favori des Croisés flamands. Quelques-uns inscrivent des masques grotesques et des êtres fantastiques.
L'ensemble de ces sculptures, si délicates, si alertes et d'un accent si éclectique a été rapproché par M. Destrée, en raison d'affinités de style et d'exécution, de sculptures similaires existant dans l'église d'Assche en Brabant. Elles sont faites par le célèbre sculpteur et miniaturiste André Beauneveu.
- Les Vitraux

Les trois fenêtres de l'abside sont ornées des effigies du Christ, de la Vierge et des saints qui ont joué un rôle dans l'histoire de la Flandre ou qui y sont spécialement vénérés. Les autres portent des rinceaux et les armoiries des comtes et celles de leurs possessions; quant à l'oculus au-dessus du Jugement dernier, il offre l'emblème de la sainte Trinité et les paroles des articles du symbole des Apôtres. L'ensemble est d'un réel cachet artistique.